# Copa COSAFA
A Copa COSAFA é um torneio anual para as equipes da África Austral, sendo organizado pela Conselho das Associações de Futebol da África Austral (COSAFA). Foi inaugurado após a proibição contra a República da África do Sul ter sido levantada e o Campeonato Africano das Nações ser realizada lá em 1996.

## História
As seguintes seleções participam do torneio: África do Sul, Angola, Botsuana, Comores, Essuatíni, Lesoto, Madagascar, Malawi, Maurícia, Moçambique, Namíbia, Seicheles, Zâmbia e Zimbabwe. Além disso, sete nações convidadas não integrantes da COSAFA já competiram: Gana, Guiné Equatorial, Quênia, República Democrática do Congo, Senegal, Tanzânia e Uganda. O Zimbabwe é o país mais vitorioso com seis títulos, seguido por África do Sul e Zâmbia com cinco vitórias. As primeiras edições da competição foram um torneio eliminatório realizado ao longo de vários meses. Conforme a competição cresceu, ela se transformou em uma série de mini-torneios.
A Copa COSAFA de 2010 seria a 14ª edição da competição que envolve equipes da África Austral. Em julho de 2010, foi anunciado que a Angola sediaria a competição. A edição foi cancelada em outubro daquele mesmo ano. A COSAFA afirmou que as autoridades angolanas não deram garantias suficientes para acolher o torneio.

## Campeões

### Títulos por país
| País          | Título                                        | Vice                                    | Semifinal                                     |
| ------------- | --------------------------------------------- | --------------------------------------- | --------------------------------------------- |
| Zâmbia        | 7 (1997, 1998, 2006, 2013, 2019, 2022 e 2023) | 6 (2004, 2005, 2007, 2009, 2017 e 2018) | 5 (1999, 2001, 2002, 2003 e 2008)             |
| Zimbabwe      | 6 (2000, 2003, 2005, 2009, 2017 e 2018)       | 3 (1998, 2001 e 2013)                   | 3 (2004, 2006 e 2019)                         |
| África do Sul | 5 (2002, 2007, 2008, 2016 e 2021)             | 1 (2025)                                | 4 (2000, 2005, 2009, 2013 e 2023)             |
| Angola        | 5 (1999, 2001, 2004 2024 e 2025)              | 1 (2006)                                | 3 (1998, 2000 e 2005)                         |
| Namíbia       | 1 (2015)                                      | 4 (1997, 1999, 2022 e 2024)             | 1 (1998)                                      |
| Moçambique    | —                                             | 2 (2008 e 2015)                         | 7 (1997, 2004, 2007, 2009, 2021, 2022 e 2024) |
| Lesoto        | —                                             | 2 (2000 e 2023)                         | 4 (2013, 2017, 2018 e 2019)                   |
| Botsuana      | —                                             | 2 (2016 e 2019)                         | 3 (2006, 2007 e 2015)                         |
| Malawi        | —                                             | 2 (2002 e 2003)                         | 2 (2001 e 2023)                               |
| Senegal       | —                                             | 1 (2021)                                | 1 (2022)                                      |
| Essuatíni     | —                                             | —                                       | 5 (1999, 2002, 2003, 2016 e 2021)             |
| Madagascar    | —                                             | —                                       | 4 (2008, 2015, 2018 e 2025)                   |
| Tanzânia      | —                                             | —                                       | 2 (1997 e 2017)                               |
| Comores       | —                                             | —                                       | 2 (2024 e 2025)                               |
| RD Congo      | —                                             | —                                       | 1 (2016)                                      |

## Artilheiros
| Ano  | Jogador                                                                  | Gols |
| ---- | ------------------------------------------------------------------------ | ---- |
| 2025 | 🇦🇴 Depú                                                                  | 8    |
| 1997 | Adelino                                                                  | 4    |
| 1998 | Benjamin Nkonjera Peter Ndlovu Shepherd Muradzikwa Tauya Mrewa           | 2    |
| 1999 | Betinho                                                                  | 3    |
| 2000 | Delron Buckley Luke Petros                                               | 2    |
| 2001 | 18 jogadores empatados com um gol cada                                   | 1    |
| 2002 | Mfanzile Dlamini Patrick Mayo Rotson Kilambe Siza Dlamini Teboho Mokoena | 2    |
| 2003 | Noel Mwandila Peter Ndlovu Russel Mwafulirwa                             | 2    |
| 2004 | Peter Ndlovu                                                             | 3    |
| 2005 | Collins Mbesuma                                                          | 4    |
| 2006 | Fabrice Akwa                                                             | 3    |
| 2007 | Paulin Voavy                                                             | 3    |
| 2008 | Phillip Zialor                                                           | 4    |
| 2009 | Cuthbert Malajila                                                        | 4    |
| 2013 | Jerome Ramatlhakwane                                                     | 4    |
| 2015 | Sarivahy Vombola                                                         | 5    |
| 2016 | Felix Badenhorst                                                         | 5    |
| 2017 | Ovidy Karuru                                                             | 6    |
| 2018 | Onkabetse Makgantai                                                      | 5    |
| 2019 | Ashley Nazira Frank Gabadinho Mhango Gerald Phiri Jr.                    | 3    |
| 2021 | Sepana Letsoalo                                                          | 4    |
| 2022 | Sabelo Ndzinisa                                                          | 3    |

## Maiores goleadas
| Data                | Cidade    | Mandante   | Placar | Visitante |
| ------------------- | --------- | ---------- | ------ | --------- |
| 19 de julho de 2008 | Witbank   | Maurícia   | 0 – 7  | Seicheles |
| 30 de junho de 2017 | Phokeng   | Zimbabwe   | 6 – 0  | Seicheles |
| 1 de junho de 2018  | Polokwane | Botsuana   | 6 – 0  | Maurícia  |
| 27 de junho de 2004 | Lobamba   | Essuatíni  | 0 – 5  | Zimbabwe  |
| 29 de abril de 2007 | Maputo    | Madagascar | 5 – 0  | Seicheles |
| 15 de junho de 2016 | Vinduque  | Zimbabwe   | 5 – 0  | Seicheles |